# Леоновщина (историческая местность)
Леоновщина — историческая местность, ныне расположенная на территории муниципального округа Егорьевск Московской области России.

## История
Местность исторически сложилась в XVI веке, когда северная часть населённых пунктов Крутинской волости Коломенского уезда была передана помещикам. В отличие от южной части Крутин, розданной мелкопоместным дворянам, северные Крутины находились одновременно в руках одного (самое большее — двух) владельцев и потому создали представление о своём единстве. 
В середине XVI века будущими землями Леоновщины владел Г. Желтухин. Около 1578 года поместье перешло в руки И. М. Бутурлина. В XVII веке оно принадлежало его наследникам. Название же местность получила по фамилии Леонтьевых, владевших этой группой деревень в XVIII веке. В период нахождения поместья у Леонтьевых произошло и другое важное событие — появление собственной церкви в селе Горках (затем переименованном в Спасс-Леоновщину). Это привело к приходскому обособлению от остальной части крутинцев. В XIX — начале XX века Леоновщина полностью входила в Василёвскую волость Егорьевского уезда.

## Состав
В состав Леоновщины входят следующие населённые пункты:
- деревня Василёво
- деревня Иваново
- деревня Иншино
- деревня Каменская
- деревня Ларинская
- село Низкое
- деревня Панино
- деревня Пановская
- село Спасс-Леоновщина
- деревня Суханово